# Muzeul de Istorie al Teatrului Vechi și al Culturii Cărășene
Teatrul Vechi „Mihai Eminescu”. Muzeul de Istoria Culturii Cărășene este un muzeu județean din Oravița, amplasat în Str. Mihai Eminescu nr. 18. Clădirea a aparținut celui mai vechi teatru construit pe teritoriul actual al României (1817). Din 1997 găzduiește Muzeul de Istoria Culturii Cărășene, cu secții de istorie, geografie istorică, etnografie-folclor, arhiva documentară și biblioteca "Sim Sam Moldovan – Ionel Bota" de carte și presă veche, toate aparținând colecției prof. dr. Ionel Bota.
Clădirea muzeului este declarată monument istoric, având codul CS-II-m-A-11154. Teatrul Vechi „Mihai Eminescu”, monument istoric de artă și arhitectură, cel mai vechi edificiu teatral din spațiul culturii românești , fondat la 1817, este realizat în stilul barocului vienez (barocul târziu). Proiectant este arhitectul imperial, oravi